# Santa María del Mar, Lima
Distriktet Santa María del Mar är ett av de fyrtiotre distrikten som utgör provinsen Lima, beläget i departementet med samma namn, i  Peru. Det gränsar i norr till San Bartolo; i öster till Cañetedistriktet Chilca ; i söder till Pucusana; och i väster till Stilla havet. I distriktet finns populära badstränder, de mest kända är Santa María och Embajadores.
Enligt folkräkningen 2017 uppgick befolkningen till 999 invånare.

## Historia
Området som Santa María del Mar upptar var ursprungligen en del av San Bartolo, men genom en urbaniseringsprocess som började 1943, upphöjdes det till kategorin distrikt genom lag nr 13888, 16 januari, 1962, under Manuel Prado Ugarteches andra regeringsperiod.